# Бунтовник (ТВ филм)
„Бунтовник” је југословенски кратки ТВ филм из 1981. године. Режирао га је Петар Теслић а сценарио је написао Ранко Јововић.

## Улоге
| Глумац        | Улога |
| ------------- | ----- |
| Марко Николић |       |